# Muka Kuning
Muka Kuning is een bestuurslaag in het regentschap Batam van de provincie Riau-archipel, Indonesië. Muka Kuning telt 21.710 inwoners (volkstelling 2010).